# Danh sách đơn vị hành chính Việt Nam khu vực Tây Nguyên
Các đơn vị hành chính của Việt Nam thuộc các tỉnh cao nguyên Tây Nguyên (gồm các tỉnh Kon Tum, Gia Lai, Đắk Lắk, Đắk Nông và Lâm Đồng), bao gồm:

## Thống kê
| STT | Tên tỉnh | Phường | Thị trấn | Xã  | Tổng |
| --- | -------- | ------ | -------- | --- | ---- |
| 1   | Đắk Lắk  | 20     | 13       | 151 | 184  |
| 2   | Đắk Nông | 6      | 5        | 60  | 71   |
| 3   | Gia Lai  | 24     | 14       | 182 | 220  |
| 4   | Kon Tum  | 10     | 7        | 85  | 102  |
| 5   | Lâm Đồng | 18     | 13       | 111 | 142  |